# قضاعة (جنس)
القضاعة (الاسم العلمي: Lutra)، جنس حيوان لبون من فُصيلة القضاعة وفصيلة ابن عرس. أنواعه 3.